# جان بووز (بازیکن فوتبال)
جان بووز (انگلیسی: John Bowes; ۱۷ ژانویهٔ ۱۸۷۴ – 1955 (aged 81)) بازیکن فوتبال بود.
از باشگاه‌هایی که در آن بازی کرده‌است می‌توان به باشگاه فوتبال شفیلد یونایتد اشاره کرد.